# Comarques centrales

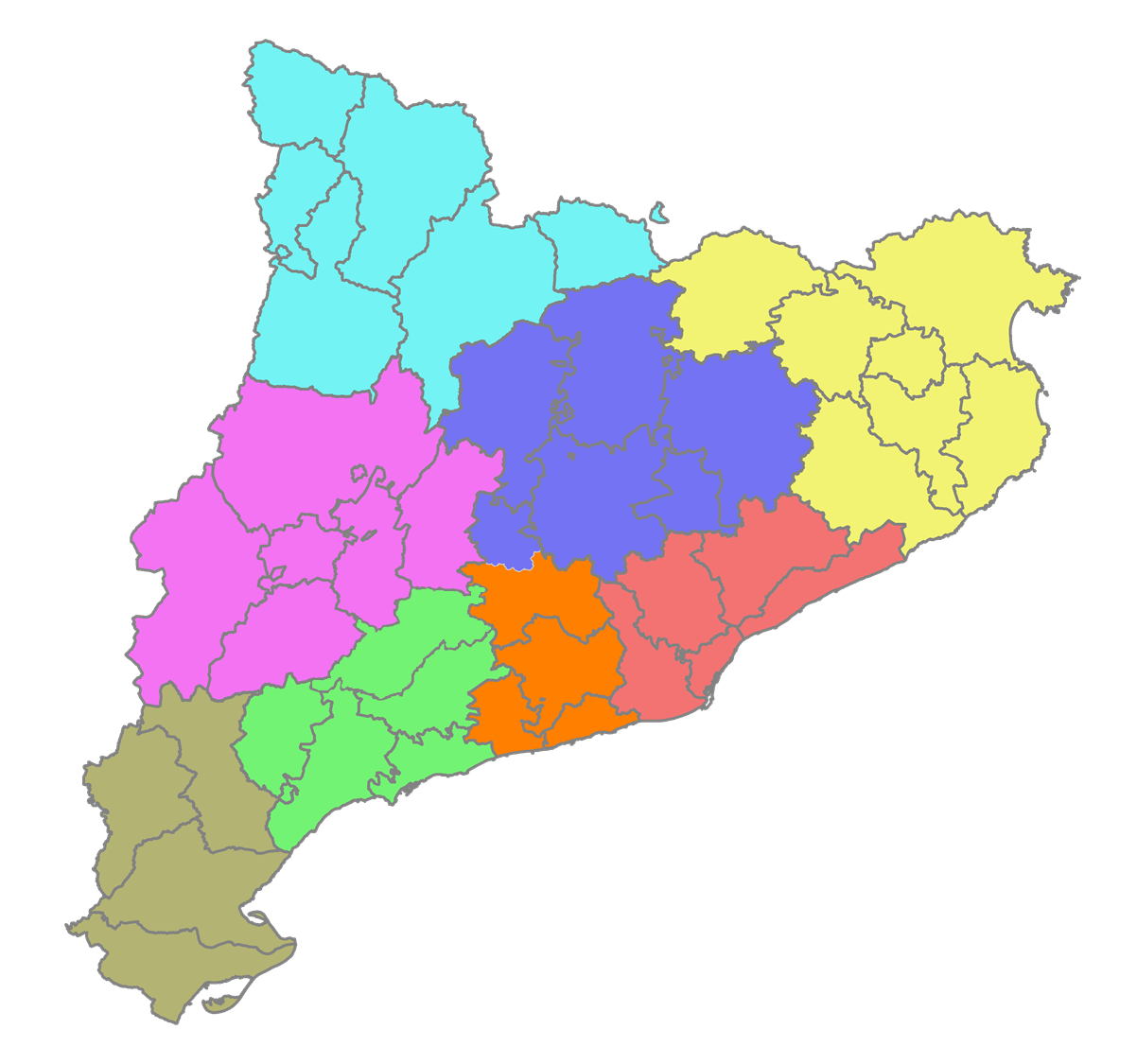
Alt Pirineu i Aran
Àmbit metropolità de Barcelona
Camp de Tarragona
Comarques Centrals
Comarques Gironines
Penedès
Ponent
Terres de l'Ebre

Les Comarques centrales (en catalan : Comarques centrals) constituent l'un des huit domaines fonctionnels territoriaux définis par le plan territorial général de Catalogne. Cette région est constituée de six comarques totalisant 5 450,37 km2 de superficie et a une population de 424 743 habitants en 2009.

## Historique
Elle fait partie des sept vigueries définies en 1995 dans le « plan territorial général de Catalogne » et sous le nom de Catalogne centrale dans le projet de loi sur l'organisation en vigueries de la Catalogne de 2009.

## Comarques
- Anoia
- Bages
- Berguedà
- Osona
- Moianès
- Solsonès